# Beatles My Life
Beatles My Life（ビートルズ マイ ライフ）は、1994年10月からYBS（山梨放送）とKNB（北日本放送）より放送が開始された5分間のラジオ番組である。制作は放芸。5分バージョンと10分バージョンで製作。
毎回ビートルズの曲をバックにシンガーソングライターの瀬戸口修が自らの視点から見た作品に対するイメージを想起したポエムを朗読するという内容。
1999年に同名タイトルのエッセイが瀬戸口の著書として出版された。

## 過去の放送履歴
- 94年10月 - 95年3月
  - YBS（山梨放送） - 週1
  - KNB（北日本放送） - 週1
- 96年4月 - 96年9月
  - NBC（長崎放送） - 月 - 金
- 96年10月 - 97年3月
  - MRO（北陸放送） - 月 - 金
  - KNB - 週1
- 97年10月 - 98年3月
  - KNB - 週1
- 98年10月 - 99年9月
  - SBC（信越放送） - 月 - 金
- 99年3月 - 02年3月
  - 広島エフエム放送 - 週1
- 02年10月 - 04年6月
  - NBC（長崎放送） - 週1
- 03年4月 - 03年9月
  - RSK（山陽放送） - 週1
- 05年10月 - 終了時期不明
  - MRO - 週1
- 06年4月 - 終了時期不明
  - RSK - 週1